# Filmografia de James Cameron

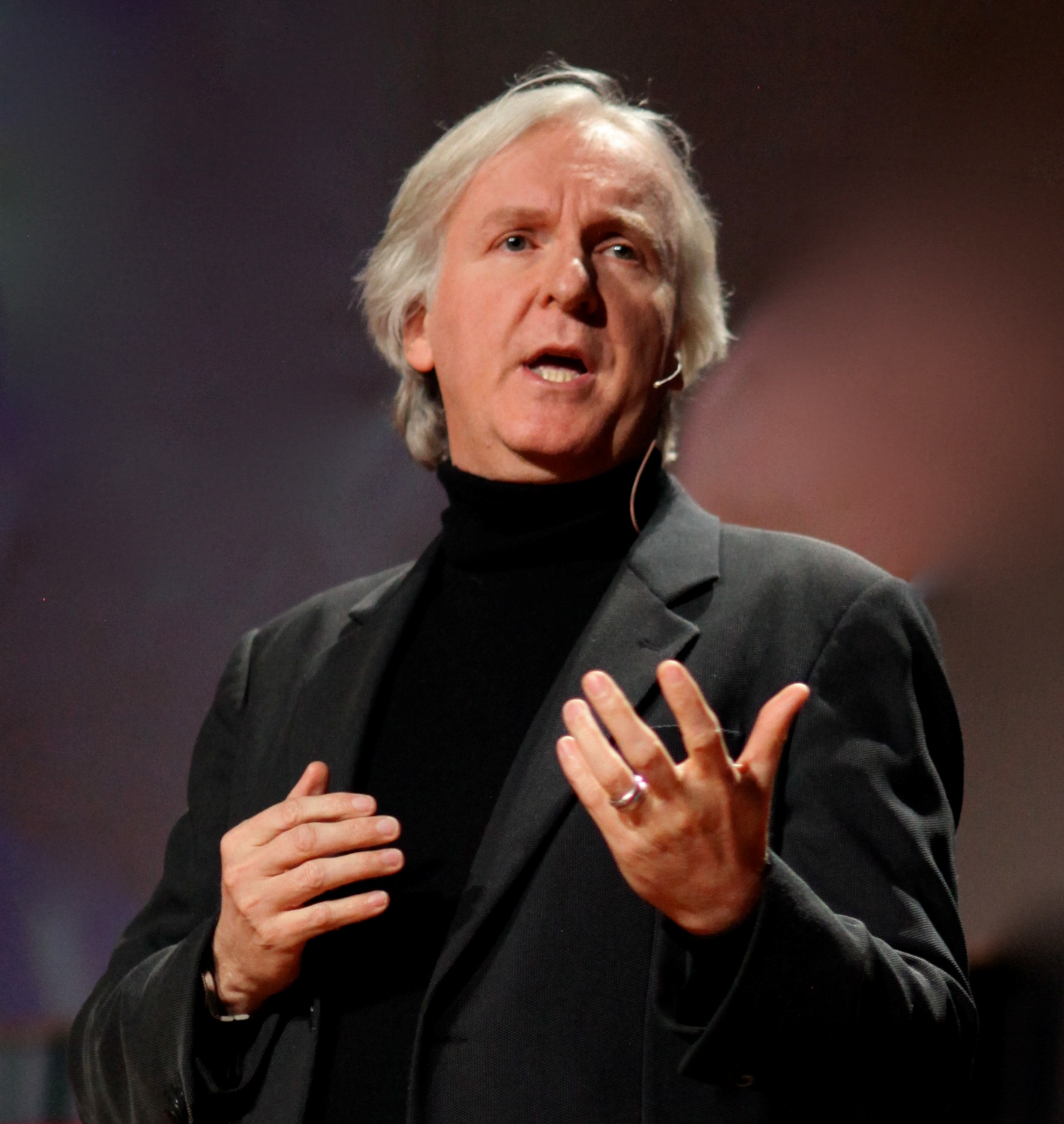
James Cameron em palestra na TED, 2010.

James Francis Cameron é um diretor, roteirista e produtor cinematográfico canadense cuja carreira se estende por décadas no cinema e também na televisão. A estreia de Cameron se deu em 1978 através do curta-metragem de ficção científica Xenogenesis, o qual dirigiu, escreveu e produziu. No início de sua carreira, Cameron realizou vários trabalhos técnicos como produtor de efeitos especiais, figurinista e cinematógrafo. Sua estreia como diretor foi com o filme Piranha II: The Spawning em 1981. A produção seguinte foi a ficção científica The Terminator (1984), sucesso de crítica e público, estrelando Arnold Schwarzenegger. Em 1986, Cameron dirigiu e escreveu Aliens, estrelando Sigourney Weaver. Em 1991, retomou seu papel como diretor na sequela Terminator 2: Judgment Day, o segundo título do que viria a se tornar uma aclamada franquia de ficção científica. Três anos mais tarde, dirigiu True Lies, seu terceiro trabalho com o ator Arnold Schwarzenegger.
Em 1997, Cameron dirigiu, escreveu e produziu o romance épico Titanic, que arrecadou mais de 1 bilhão de dólares em bilheterias ao redor do mundo e tornando-se o filme mais lucrativo de todos os tempos. Por Titanic, Cameron recebeu o Óscar de Melhor Diretor, Melhor Edição e Melhor Filme. O filme recebeu 14 indicações ao prêmio (até então, um recorde detido por All About Eve, de 1950), sendo vencedor em 11 delas (quebrando o recorde anteriormente detido por Ben-Hur). Cameron também recebeu o Globo de Ouro de Melhor Diretor e de Melhor Filme Dramático. Nos anos seguintes de sua carreira, Cameron dirigiu e produziu os documentários Ghosts of the Abyss (2003) e Aliens of the Deep (2005). Retornou à direção de longa-metragens em 2009 com a ficção científica Avatar. O filme ganhou na bilheteria mais de 2.7 bilhões de dólares em todo o mundo, ultrapassando Titanic como o filme mais lucrativo de todos os tempos. Avatar foi indicado ao Óscar em nove categorias, das quais foi vencedor em três. Cameron, novamente, recebeu o Globo de Ouro de Melhor Diretor e Melhor Filme Dramático.

## Filmografia

### Cinema
| Ano  | Filme                                        | Papel   | Papel      | Papel    | Nota(s)                       | Ref.   |
| Ano  | Filme                                        | Diretor | Roteirista | Produtor | Nota(s)                       | Ref.   |
| ---- | -------------------------------------------- | ------- | ---------- | -------- | ----------------------------- | ------ |
| 1978 | Xenogenesis                                  | Sim     | Sim        | Sim      | Produtor de efeitos especiais | [ 1 ]  |
| 1981 | Escape from New York                         |         |            |          | Produtor de efeitos especiais | [ 14 ] |
| 1981 | Galaxy of Terror                             |         |            |          | Designer de produção          | [ 15 ] |
| 1981 | Piranha II: The Spawning                     | Sim     | Sim        |          |                               | [ 16 ] |
| 1982 | Android                                      |         |            |          | Consultor de design           | [ 17 ] |
| 1984 | The Terminator                               | Sim     | Sim        |          |                               | [ 18 ] |
| 1985 | Rambo: First Blood Part II                   |         | Sim        |          |                               | [ 19 ] |
| 1986 | Aliens                                       | Sim     | Sim        |          |                               |        |
| 1989 | The Abyss                                    | Sim     | Sim        |          |                               |        |
| 1991 | Terminator 2: Judgment Day                   | Sim     | Sim        | Sim      |                               |        |
| 1991 | Point Break                                  |         |            | Sim      |                               |        |
| 1994 | True Lies                                    | Sim     | Sim        | Sim      |                               |        |
| 1995 | Strange Days                                 |         | Sim        | Sim      |                               |        |
| 1997 | Titanic                                      | Sim     | Sim        | Sim      |                               | [ 20 ] |
| 1999 | The Muse                                     |         |            |          | Aparição especial             | [ 21 ] |
| 2001 | High Heels and Low Lifes                     |         |            |          | Aparição especial             | [ 22 ] |
| 2002 | Solaris                                      |         |            | Sim      |                               | [ 23 ] |
| 2003 | Ghosts of the Abyss                          | Sim     | Sim        | Sim      |                               |        |
| 2003 |                                              |         |            |          |                               |        |
| 2003 | Volcanoes of the Deep Sea                    |         |            | Sim      |                               |        |
| 2004 | The Cutting Edge: The Magic of Movie Editing |         |            |          |                               |        |
| 2005 | Aliens of the Deep                           | Sim     |            | Sim      |                               |        |
| 2009 | Terminator Salvation                         |         | Sim        |          |                               |        |
| 2009 | Avatar                                       | Sim     | Sim        | Sim      |                               |        |
| 2011 | Sanctum                                      |         |            | Sim      |                               |        |
| 2012 | Side by Side                                 |         |            |          |                               |        |
| 2012 | Cirque du Soleil: Worlds Away                |         |            | Sim      |                               | [ 24 ] |
| 2015 | Terminator: Genisys                          |         | Sim        |          |                               |        |